# 羅克韋爾 (阿肯色州)
羅克韋爾（英語：Rockwell）是位於美國阿肯色州加蘭縣的一個人口普查指定地區。

## 地理
羅克韋爾的座標為34°27′52″N 93°08′02″W / 34.46444°N 93.13389°W，而該地最高點為海拔高度134米（即440英尺）。

## 人口
根據2020年美國人口普查的數據，羅克韋爾的面積為11.22平方千米，當中陸地面積為8.48平方千米，而水域面積為2.74平方千米。當地共有人口4548人，而人口密度為每平方千米405人。